# Jesus of Nazareth (televisieserie)
Jesus of Nazareth is een Brits-Italiaanse televisieserie en film van Franco Zeffirelli die werd uitgebracht in 1977.
Het scenario werd geschreven door Zeffirelli in samenwerking met twee prestigieuze namen: de beroemde Britse auteur Anthony Burgess en de bekende Italiaanse scenarioschrijfster Suso Cecchi D'Amico.
Deze historische televisieserie werd in vier delen (vijf in Italië) uitgezonden. Voor de bioscoop werd het geheel met ruim honderd minuten ingekort. 

## Verhaal
De serie vertelt nauwkeurig en chronologisch het verhaal van Jezus vanaf zijn geboorte tot zijn dood en herrijzenis.
De verhaallijn is een filmische harmonie die de verhalen van de vier evangelies van het Nieuwe Testament bundelt. De geboorte, de vroege jeugdjaren (onder meer Christus in de tempel), het openbaar optreden (vanaf zijn doopsel in de Jordaan in Galilea over onder meer de wonderen tot het Laatste Avondmaal in Jeruzalem), de kruisiging op bevel van Pontius Pilatus en de wederopstanding van Christus worden in beeld gebracht.

## Rolverdeling
| Acteur              | Personage                     |
| ------------------- | ----------------------------- |
| Robert Powell       | Jezus                         |
| Anne Bancroft       | Maria Magdalena               |
| Olivia Hussey       | Maria                         |
| Ernest Borgnine     | Cornelius de honderdman       |
| Claudia Cardinale   | de op overspel betrapte vrouw |
| Valentina Cortese   | Herodias                      |
| James Farentino     | Petrus                        |
| James Earl Jones    | Balthasar                     |
| Stacy Keach         | Barabbas                      |
| Tony Lo Bianco      | Quintillius                   |
| James Mason         | Jozef van Arimatea            |
| Ian McShane         | Judas Iskariot                |
| Laurence Olivier    | Nikodemus                     |
| Donald Pleasence    | Melchior                      |
| Christopher Plummer | Herodes Antipas               |
| Anthony Quinn       | Kajafas                       |
| Fernando Rey        | Caspar                        |
| Ralph Richardson    | Simeon                        |
| Rod Steiger         | Pontius Pilatus               |
| Peter Ustinov       | Herodes de Grote              |
| Michael York        | Johannes de Doper             |
| Cyril Cusack        | Yehuda                        |
| Ian Holm            | Zerah                         |
| Yorgo Voyagis       | Jozef van Nazareth            |
| Ian Bannen          | Amos                          |
| Marina Berti        | Elisabet                      |
| Regina Bianchi      | Anna                          |
| Maria Carta         | Marta                         |
| Lee Montague        | Habbukuk                      |
| Renato Rascel       | de blinde man                 |
| Michael Cronin      | Eliphaz                       |
| Robert Brown        | een Farizeeër                 |
| Harold Bennett      | de Ouderling                  |
| Abdelmajid Lakhal   | een Farizeeër                 |